# Sződ
Sződ är en ort i Ungern.   Den ligger i provinsen Pest, i den nordvästra delen av landet, 27 km norr om huvudstaden Budapest. Sződ ligger 110 meter över havet och antalet invånare är 3 059.
Terrängen runt Sződ är huvudsakligen platt, men västerut är den kuperad. Runt Sződ är det tätbefolkat, med 331 invånare per kvadratkilometer. Närmaste större samhälle är Budapest IV. kerület, 19,0 km söder om Sződ. Omgivningarna runt Sződ är en mosaik av jordbruksmark och naturlig växtlighet.